# UFC 15
UFC 15: Collision Course（ユーエフシー・フィフティーン：コリジョン・コース）は、アメリカ合衆国の総合格闘技団体「UFC」の大会の一つ。1997年10月17日、ミシシッピ州ベイセントルイスのカジノマジック・ベイセントルイスで開催された。

## 大会概要
メインイベントのUFC世界ヘビー級タイトルマッチでは、王者のモーリス・スミスが挑戦者のタンク・アボットを降し、王座の初防衛に成功した。
ヘビー級トーナメントでは、マーク・ケアーがグレッグ・ストット、ドゥエイン・ケイソンを破り、トーナメント2連覇を果たした。
キャリア7戦全勝のカーロス・バヘットがUFCに初出場した。

## ルール改正
本大会より頭突き、金的への攻撃、後頭部への打撃、倒れた相手への蹴りと膝蹴り、小さな関節（手指・足指等）を取る行為、髪を引っ張る行為などが禁止となった。

## 試合結果

### リザーブマッチ
第1試合 UFC 15ヘビー級トーナメント リザーブマッチ 10分1R
○  アレックス・ハンター vs.  ハリー・モスコヴィッツ ×
1R終了 判定2-1
※ハンターがトーナメントリザーブ権獲得
第2試合 UFC 15ヘビー級トーナメント リザーブマッチ 10分1R
○  ドゥエイン・ケイソン vs.  ヒューストン・ドアー ×
1R 3:43 TKO（レフェリーストップ：グラウンドパンチ）
※ケイソンがトーナメントリザーブ権獲得

### トーナメント1回戦・挑戦者決定戦
第3試合 UFC 15ヘビー級トーナメント 1回戦 15分1R
○  マーク・ケアー vs.  グレッグ・ストット ×
1R 0:17 KO（右膝蹴り）
※ケアーが決勝進出
第4試合 UFC 15ヘビー級トーナメント 1回戦 15分1R
○  デイブ・ベネトゥー vs.  カーロス・バヘット ×
1R終了 判定3-0
※ベネトゥーの負傷棄権によりリザーバーのケイソンが決勝進出
第5試合 ヘビー級王座挑戦者決定戦 15分1R
○  ランディ・クートゥア vs.  ビクトー・ベウフォート ×
1R 8:16 TKO（レフェリーストップ：グラウンドパンチ）
※クートゥアが挑戦権獲得に成功

### トーナメント決勝戦・タイトルマッチ
第6試合 UFC 15ヘビー級トーナメント 決勝戦 15分1R
○  マーク・ケアー vs.  ドゥエイン・ケイソン ×
1R 0:53 チョークスリーパー
※ケアーがトーナメント優勝
第7試合 UFC世界ヘビー級タイトルマッチ 21分1R
○  モーリス・スミス vs.  タンク・アボット ×
1R 8:08 ギブアップ（ローキック）
※スミスが王座の初防衛に成功